# Гермерсхайм
Гермерсхайм (на немски: Germersheim) е град в Рейнланд-Пфалц, Германия с 20 019 жители (към 31 декември 2012).
Градът се намира на левия бряг на Рейн на около 13 км южно от Шпайер.